# Border Girl
Border Girl è il sesto album della cantante messicana Paulina Rubio, il primo da lei cantato in lingua inglese. È stato pubblicato il 18 giugno 2002 dalla Universal Records e contiene alcune tracce in lingua spagnola.
I singoli estratti sono Don't Say Goodbye (presente nell'album nella versione spagnola con il titolo Si tú te vas), Casanova (Baila Casanova), The One You Love (Todo mi amor), I'll Be Right There (Sexual Lover) e, solo in Spagna, Libre.
Il disco contiene una cover del brano I Was Made for Lovin' You dei Kiss.

## Tracce
1. Don't Say Goodbye – 4:49 (Cheryl Yie, Gen Rubin)
2. Casanova – 3:36 (Calanit Ledani, Darryl Zero, Jeeve, Kevin Colbert)
3. Border Girl – 3:36 (Richard Marx)
4. The One You Love – 3:47 (Brett James; Troy Verges)
5. Not That Kind of Girl – 3:26 (Christian De Walden)
6. Undeniable – 3:29 (Jodi Marr, Rodolfo Castillo)
7. The Last Goodbye – 4:39 (Estéfano)
8. Stereo (feat. Pretty Willie) – 3:48 (Michelle Bell)
9. I'll Be Right Here (Sexual Lover) – 3:58 (Estéfano)
10. Fire (Sexy Dance) – 3:29 (Estéfano)
11. I Was Made for Lovin' You – 3:33 (Desmond Child, Paul Stanley, Vini Poncia)
12. Si tu te vas – 4:50 (Cheryl Yie, Gen Rubin)
13. Baila Casanova – 3:46 (Calanit Ledani, Darryl Zero, Jeeve, Kevin Colbert)
14. Todo mi amor – 3:36 (Brett James, Troy Verges)
15. Libre – 3:43 (Estéfano; Marcello Azevedo)
16. Y yo sigo aquí – 3:58 (Estéfano)

## Classifiche
| Classifica (2002)     | Posizione raggiunta |
| --------------------- | ------------------- |
| Italia                | 35                  |
| Repubblica Dominicana | 7                   |
| Spagna                | 3                   |
| Stati Uniti           | 11                  |
| Svizzera              | 95                  |